# Affaire Serge Armand
L'affaire Serge Armand, qui était appelée affaire Jean-Luc Gilles avant que les auteurs de ce crime soient condamnés, est une affaire criminelle française dans laquelle Jean-Luc Gilles a été assassiné le 18 avril 2002 par Mindaugas « Mindy » Mackevicius avec la complicité de Daniel Delplanque, Marie-Hélène Jamois et Stéphane Foucrier, commandités par Serge Armand.

## Situation personnelle
Serge Armand est un entrepreneur de travaux publics installé au nord d'Avignon très attaché à son entreprise de Visan dans le Vaucluse. Il a été reconnu coupable de nombreuses infractions (malversation, harcèlement, fraude, corruption, chantage, violence, extorsion, menace, vol, intimidation, recel, meurtre…), dont la plus connue a été mise au jour après la découverte, le 18 avril 2002, du corps de Jean-Luc Gilles, un entrepreneur de 38 ans qui avait depuis peu repris les rênes de l'entreprise familiale, retrouvé dans son véhicule carbonisé, abattu de trois balles. Serge Armand est âgé de 45 ans à la date de l'affaire.
Le 13 mai 2008, Serge Armand est mort en prison,.

## Les faits et l'enquête
Le cadavre de Jean-Luc Gilles, un entrepreneur de 38 ans, est découvert le 18 avril à Visan, dans le Vaucluse. Il a été tué de trois balles et carbonisé dans un véhicule en bordure d'un bois de Richerenches, à quelques kilomètres de son domicile. Dix personnes sont interpellées dans le cadre de l'enquête, dont Serge Armand, alors âgé de 45 ans, entrepreneur lui aussi à Visan.
Serge Armand a reconnu avoir commandité l'opération, ayant eu en 1998 des démêlés avec Angelin Gilles, le père de la victime, qui l'avait mis en cause dans l'assassinat en novembre 1995 d'un agriculteur à Valréas, Carol Duffrene, l'amant de la femme de Serge Armand. À la suite de cette affaire, il est resté quatre mois en prison et sa société a fait faillite. Il est décrit comme un homme courageux et travailleur, mais colérique, trop sûr de lui, sombre et prêt à tout pour sauver son entreprise. Serge Armand aurait donc pris pour cible Angelin Gilles, le père de la victime. C'est ce qu'a d'ailleurs déclaré l'accusé, qui affirme avoir contacté plusieurs personnes pour « donner une bonne rouste à Angelin Gilles ». Ce mobile ne tient pas la route pour l'avocat de la partie civile, qui représente les parents de la victime : « Dans l'assassinat de Jean-Luc Gilles, les circonstances permettent d'établir que c'est bien lui et non son père qui était visé. C'est avec lui que le meurtrier a pris rendez-vous. Il ne peut y avoir non plus de confusion entre un homme de plus de 60 ans et son fils de moins de 40 ».
Pour accomplir le meurtre, Serge Armand a fait appel à plusieurs personnes, parmi lesquelles Stéphane Foucrier, qui aurait servi d'intermédiaire entre lui et l'assassin. Serge Armand reconnaît lui avoir versé 15 000 euros en deux fois : une première fois avant le meurtre et une seconde fois trois jours après le meurtre. Le meurtrier de Jean-Luc Gilles serait un lituanien de 25 ans surnommé Mindy, ancien légionnaire. Sa compagne, Marie-Hélène Jamois, aurait servi d'intermédiaire pour tendre un piège à Jean-Luc Gilles, lui fixant un rendez-vous dans la campagne sous un prétexte professionnel. À son arrivée sur place, Jean-Luc Gilles est abattu par Mindy à l'aide d'une arme à feu de calibre 7,65 fournie par Daniel Delplanque. Serge Armand, Stéphane Foucrier, « Mindy », Daniel Delplanque et Marie-Hélène Janois sont placés dans différentes maisons d'arrêt du Vaucluse, de l'Hérault et des Bouches-du-Rhône,.

## Procès et condamnations
Devant les assises du Vaucluse, en mai 2005, il continue à nier les faits. Il est condamné à 25 ans de prison avec une période de sûreté des deux tiers. Marie-Hélène Jamois est condamnée à 7 ans de prison, Stéphane Foucrier et Daniel Delplanque à 12 ans, Mindaugas « Mindy » Mackevicius à 18 ans.
Il fait appel de cette condamnation, ce qui pousse le parquet à faire aussi appel pour tous les protagonistes afin qu'ils soient rejugés en même temps. Le second procès a lieu devant la cour d'assises des Bouches-du-Rhône en septembre 2007. Il est condamné à 30 ans de réclusion criminelle après avoir fini par tout avouer. Jamois et Foucrier sont condamnés à 10 ans de réclusion, Mackevicius à 18 ans, et Delplanque à 12 ans.

### Documentaires télévisés
- « Serge Armand, L'homme qui voulait faire sa loi », le 23 janvier 2011, dans Faites entrer l'accusé, présenté par Christophe Hondelatte, sur France 2.
- « La vengeance à tout prix » (premier reportage), le 6 août 2014, dans Devoir d'enquête, sur la Une (RTBF).